# Janko Alexy

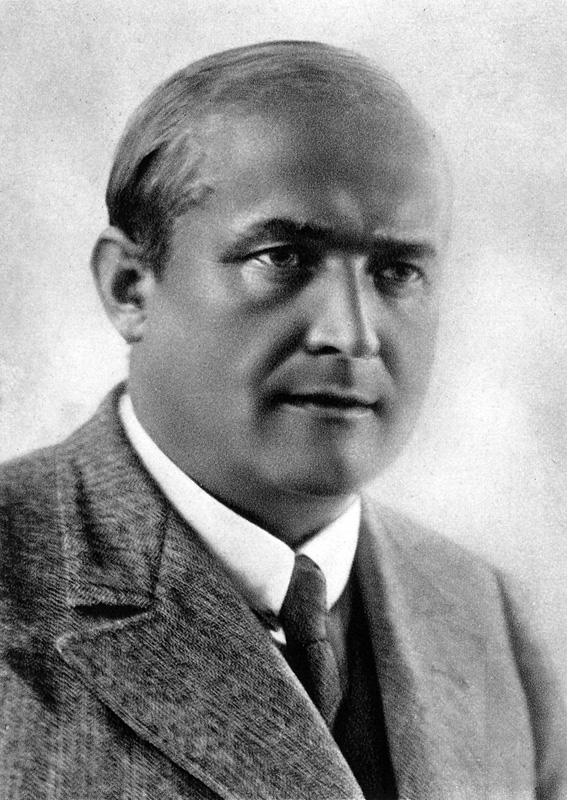
Janko Alexy

Janko Alexy (* 25. Januar 1894 in Liptovský Mikuláš; † 22. September 1970 in Bratislava) war ein berühmter slowakischer Maler und ein bedeutender Schriftsteller und Publizist. Mit Martin Benka und Ľudovít Fulla war er die richtungweisende Persönlichkeit der modernen slowakischen Malerei.

## Leben
Alexy war das fünfte Kind in einer Tischlermeisterfamilie. Nach dem Abitur war er Kaminkehrerlehrling und Praktikant in der Apotheke. Er kämpfte für Österreich-Ungarn an der italienischen Front im Ersten Weltkrieg. In den Jahren 1919–1925 studierte er auf der Malerakademie in Prag bei Vlaho Bukovac und Max Švabinský. In den Jahren 1924–1929 unterrichtete er Kunst und Zeichnen auf einem Gymnasium in Bratislava. Alexy lebte 1932–1937 in Piešťany, seit 1937 erneut in Bratislava. Er hat dazu beigetragen, dass die Burg Bratislava bewahrt wurde.

## Malerei

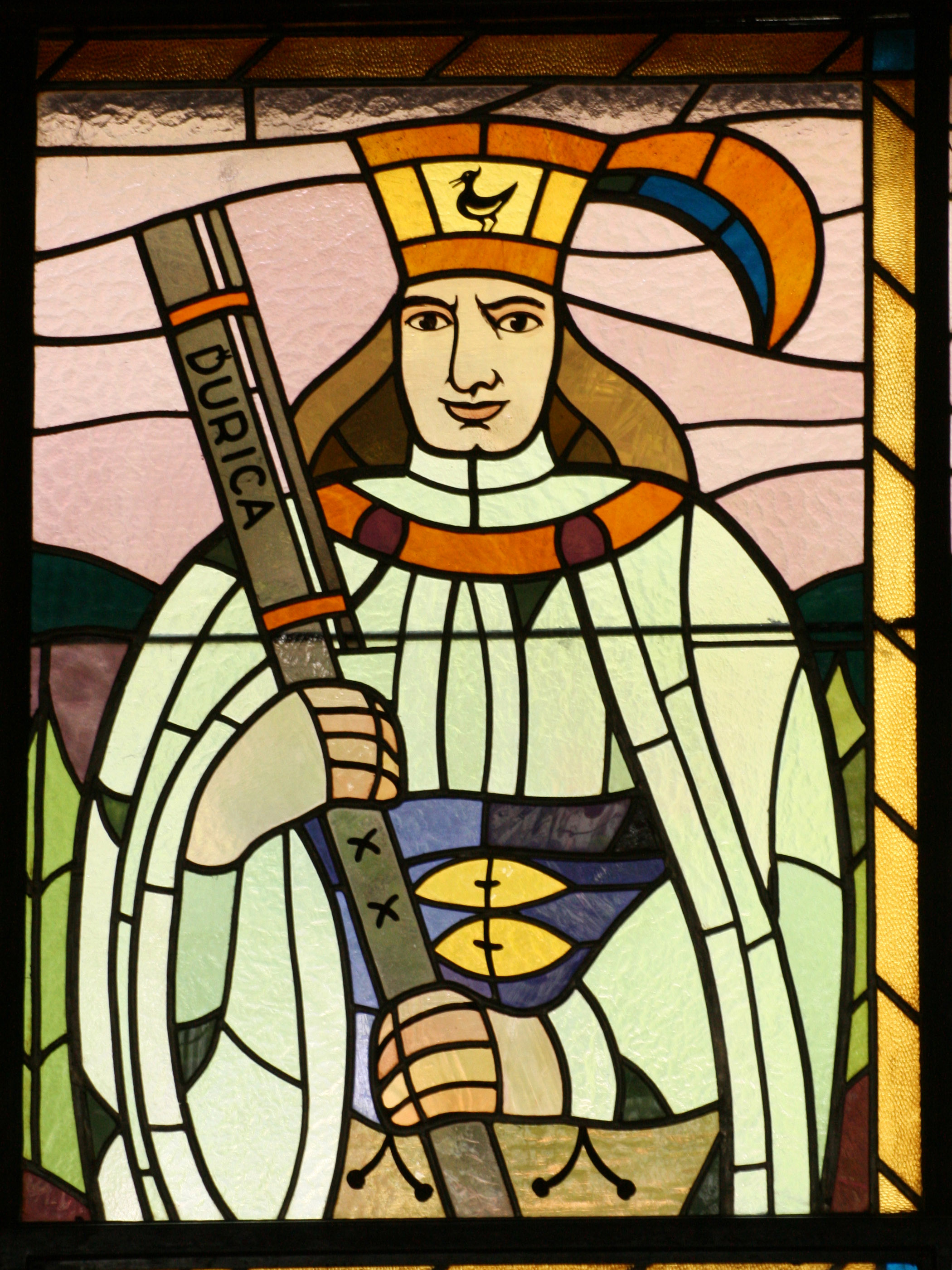
Ďurica, Alexys Arbeit in PKO Bratislava, 1957

Alexy war nicht nur einer der Begründer der modernen slowakischen Malerei, sondern hat sich sehr aktiv am slowakischen Kulturgeschehen beteiligt. Sein umfangreiches Werk umfasst rund 1300 Ölarbeiten, Pastellen und Zeichnungen inspiriert von der slowakischen Volkskultur, slowakischen Volksmythen und der Schönheit der slowakischen Landschaft. Das Thema Juraj Jánošík und seine Gruppe war ihm sehr wichtig. Zum siebzigsten Geburtstag wurde er mit dem Titel Nationalkünstler geehrt.

## Literarische Tätigkeit
Seine literarische Tätigkeit war sehr beständig und auf hohem Niveau.
- 1924 – Jarmilka
- 1928 – Grétka
- 1930 – Veľká noc
- 1932 – Na voľnej vôľuške
- 1935 – Hurá
- 1936 – Už je chlap na nohách
- 1940 – Zlaté dno
- 1942 – Dom horí
- 1946 – Zabudnutý svet
- 1948 – Osudy slovenských výtvarníkov
- 1949 – Profesor Klopačka
- 1956 – Život nie je majáles
- 1957 – Ovocie dozrieva
- 1970 – Tam ožila sláva